# Acroneuria yuchi
Acroneuria yuchi és una espècie d'insecte plecòpter pertanyent a la família dels pèrlids que es troba als Estats Units: Virgínia.